# خيران (الطفة)

تعديل مصدري - تعديل

خيران هي إحدى قرى عزلة المساحرة بمديرية الطفة التابعة لمحافظة البيضاء، بلغ تعداد سكانها 445 نسمة حسب تعداد اليمن لعام 2004.